# Eutelia dissimilis
Eutelia dissimilis är en fjärilsart som beskrevs av W. Warren 1914. Eutelia dissimilis ingår i släktet Eutelia och familjen nattflyn. Inga underarter finns listade i Catalogue of Life.